# Audrey Dalton
Pour les articles homonymes, voir Dalton.
Audrey Dalton est une actrice américaine, d'origine irlandaise, née le 21 janvier 1934, à Dublin.

## Biographie
Elle fit de fréquentes apparitions dans nombre de séries télévisées, notamment Perry Mason, Bonanza ou Les Mystères de l'Ouest.

### Vie privée
Mariée à deux reprises, elle a eu cinq enfants.

## Filmographie
- 1952 : Ma cousine Rachel (My Cousin Rachel) : Louise Kendall
- 1953 : The Girls of Pleasure Island : Hester Halyard
- 1953 : Titanic (Titanic) : Annette Sturges
- 1954 : La Grande Nuit de Casanova (Casanova's Big Night) : Elena Di Gambetta
- 1954 : L'Aigle solitaire (Drum Beat) : Nancy Meek
- 1955 : Le Fils prodigue (The Prodigal) : Ruth
- 1955 : Piège pour une canaille (Confession) : Louise Nelson
- 1956 : Le Bataillon dans la nuit (Hold Back the Night) d'Allan Dwan : Kitty
- 1957 : The Monster That Challenged the World : Gail MacKenzie
- 1958 : Thundering Jets : Susan Blair
- 1958 : Tables séparées (Separate Tables) : Jean
- 1959 : This Other Eden : Maire McRoarty
- 1959 : Lone Texan : Susan Harvey
- 1961 : Mr. Sardonicus : Maude Sardonicus
- 1962 : Bonanza (TV) : Saison 3 épisode 17 (La dame de Baltimore) : Melinda Banning
- 1964 : La Chatte au fouet (Kitten with a Whip) : Virginia Stratton
- 1965 : Chasseur de primes (The Bounty Killer) : Carole Ridgeway
- 1966 : Les Mystères de l'Ouest (The Wild Wild West), (série TV) - Saison 2 épisode 2, La Nuit du Cobra d'Or (The Night of the Golden Cobra), de Irving J. Moore : Veda Singh